# Edgar Maes
Edgar Cyrillus Paulus Maria Maes (Puurs, 20 juni 1902 - Brussel, 23 juli 1953) was een Belgisch advocaat en politicus voor het Katholiek Verbond van België en de CVP.

## Levensloop
Maes trouwde met Marcella De Wit. Hij promoveerde tot doctor in de rechten en vestigde zich als advocaat in Mechelen. In 1952-53 was hij er stafhouder.
Hij werd actief in de organisaties van het Katholiek Verbond van België, zoals de Algemene Vergadering van de Katholieke Unie, als afgevaardigde en als secretaris van het arrondissementsverbond Mechelen, en als lid van het nationaal comité van de Christelijke Volkspartij.   
In 1932 werd hij verkozen als katholiek volksvertegenwoordiger voor het arrondissement Mechelen en hij vervulde dit mandaat tot aan zijn dood, twintig jaar later. Vanaf 1937 was hij secretaris van de Kamer. Hij stond bekend als een gezaghebbend specialist in land- en tuinbouwaangelegenheden. De dood overviel hem na een maandenlange slepende ziekte. 